# Horymír
Horymír je jméno slovanského nebo keltského původu. Jeho význam není dosud upřesněný. V případě slovanského původu (snad ze 16. století) se vykládá jako ten kdo se snaží o mír s horami; případně i jako ten, kdo se snaží o mír s horníky nebo ten, kdo ochraňuje mír v dolech. V případě keltského původu se vykládá jako spojení slov Hor(s)a (anglosaský tvar jména bohyně koní) a maro (velká, slavná); jméno by tedy znamenalo slavná bohyně koní. Někdy je jméno spojováno s latinským jménem Montanus, jehož česká podoba by pak měla význam horal.
Ženský protějšek jména je Horymíra, domácími podobami jména jsou např. Horek, Horyna, Horymírek, ale i Míra nebo Mirek. Podle českého kalendáře má svátek 29. února, tedy pouze v přestupném roce.
I když slovanský původ jména Horymír se zdá být nepochybný, nelze se ubránit v podtextu s keltskou minulostí této oblasti jistým pochybnostem. Je jisté, že pověst o Šemíkově skoku přišla do Čech přes Německo, kde měla svůj vzor ve staré keltské pověsti o Tristanovi a Izoldě. To, že kůň zde hraje velmi podstatnou úlohu, svědčí pro domněnku, že i ústřední božstvo, kterému bude toto zvíře podřízeno je Epona – bohyně koní. Její rytiny se objevují i v Německu a Anglosasové ji přijali do svého pantheonu jako bohyni jménem -Hor(s)a- s přídomkem velká, -maro-. Výsledným spojením vznikl termín -Hor(s)a-mar-, který ve zkomolené formě Horama(i)r mohl přejít do slovanského jazyka. Koncovka -mir- je ve slovanském jazykovém okruhu totožná s koncovkou -mar- v germánských a keltských jazycích a označuje přídavné jméno -velký- nebo -slavný-.
Možná je však i druhá varianta. V jazyce gaelic existuje termín -goirt- ve významu obilné pole (PN 9). Pro úplnost je ovšem nutné připomenout, že irský termín gorta znamená také hlad, hladomor. Při analýze původu jména lze vycházet i z keltského gorgo, které se vývojem zkrátilo na goro, znamenající divoký (Holder 1896,2033,10). Výsledná složenina by zněla podobně jako Goro-marus nebo Garo-marus. Obsahy názvů se významově dobře kryjí s aktivitami Horymíra, který zasypával doly a upozorňoval na nutnost myslet na obilné zásoby pro zimní čas.

## Známí Horymírové
- Horymír z Neumětel – mytická postava z českých pověstí
- Horymír Sekera – legenda pardubického hokeje, hráč a později trenér
- Horymír Zelenka – český básník a malíř